# جیمز برت
جیمز برت (انگلیسی: James Berrett؛ زادهٔ ۱۳ ژانویهٔ ۱۹۸۹) بازیکن فوتبال اهل بریتانیا است.
از باشگاه‌هایی که در آن بازی کرده‌است می‌توان به باشگاه فوتبال یورک سیتی، باشگاه فوتبال یئوویل تاون، باشگاه فوتبال کارلایل یونایتد، باشگاه فوتبال گریمزبی تاون، باشگاه فوتبال هادرزفیلد تاون، و باشگاه فوتبال گرنثم تاون اشاره کرد.
وی همچنین در تیم‌های ملی فوتبال Republic of Ireland national under-18 football team, Republic of Ireland national under-19 football team، و زیر ۲۱ سال جمهوری ایرلند بازی کرده‌است.